# Bârcea Mare, Hunedoara
Bârcea Mare (maghiară Nagybarcsa, germană Gross-Sammetdorf, Grossbertschen) este un sat ce aparține orașului Simeria din județul Hunedoara, Transilvania, România.

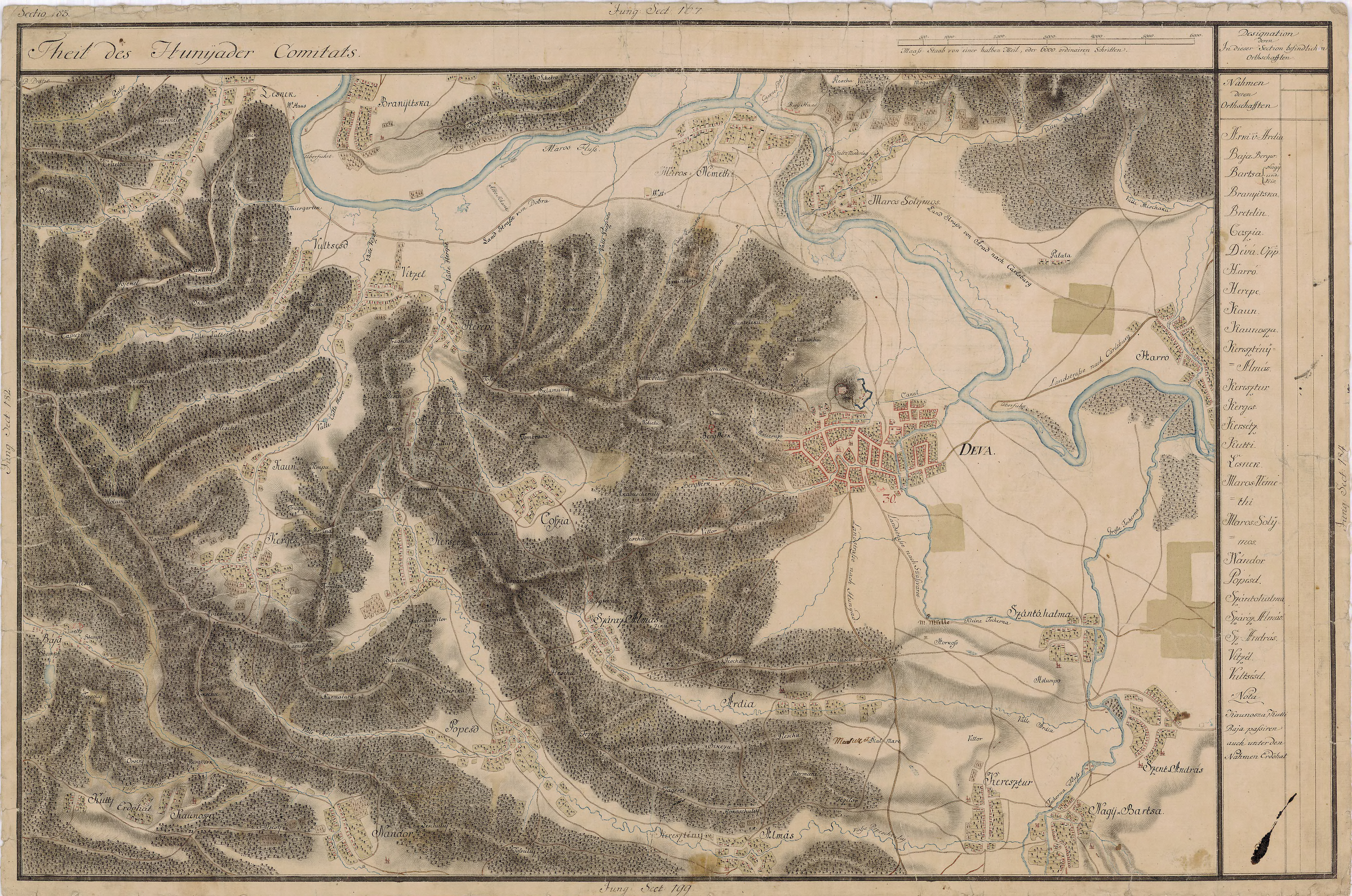
Bârcea Mare în Harta Iosefină a Transilvaniei, 1769-1773